# Autostrada A79 (Holandia)
Autostrada A79 (nl. Rijksweg 79) – Holenderska autostrada łącząca autostradę A2 (węzeł Kruisdonk) z autostradą  A76 (Heerlen-Centrum).